# Sovraccarico sensoriale
Si parla di sovraccarico sensoriale o ipersensibilità psicologica agli stimoli quando uno o più sensi del corpo percepisce una sovrastimolazione dall'ambiente esterno, che può essere naturale (ad esempio esposizione a forti raffiche di vento) o indotta artificialmente (ad esempio esposizione ai forti rumori di un cantiere o costrizione in tecniche di torture). Ci sono molti elementi ambientali che influenzano un individuo: alcuni esempi sono rappresentati da affollamento e rumore. Clinicamente è presente in individui con alta sensibilità emotiva, nelle persone con autismo, ma anche nell'ADHD e in altre neurodivergenze, nel PTSD, nella schizofrenia, nei disturbi dell'umore, nel disturbo ossessivo-compulsivo e in tutti i disturbi d'ansia.

## Sintomi
Esiste una folta varietà di sintomi che sono considerati associati al sovraccarico sensoriale e che possono verificarsi sia nei bambini che negli adulti. Tra questi sintomi si annoverano:
- irritabilità
- rifiuto di collaborazione e/o interazione
- evitare di toccare o di essere toccati
- sovraeccitazione
- evitare il contatto visivo
- lamentarsi di rumori che non infastidiscono gli altri
- difficoltà di concentrazione
- cambiare costantemente attività senza portare a termine la precedente
- ipersensibilità al tocco, al movimento, alla luce e ai suoni
- difficoltà nelle interazioni sociali
- livelli di attività estremamente alti o bassi[1]
- tensione muscolare
- agitazione e inquietudine
- insonnia e/o fatica[5]

## Cause
Il sovraccarico sensoriale può derivare dalla sovrastimolazione di uno qualsiasi dei sensi.
- Udito: rumore forte o suono proveniente da più fonti, ad esempio più persone che parlano contemporaneamente.
- Vista: spazi affollati o disordinati, luci intense, luci stroboscopiche o ambienti con molto movimento come folle o frequenti cambi di scena in televisione.
- Olfatto e gusto: aromi forti o cibi piccanti.
- Tatto: sensazioni tattili come essere toccato da un'altra persona o la sensazione di un tessuto sulla pelle[6].
- Vestibolare: vertigini o mal d'auto.

## Come componente di altri disturbi e condizioni
È stato scoperto che il sovraccarico sensoriale è associato ad altri disturbi e condizioni come:
- Disturbo da deficit di attenzione/iperattività (ADHD)
  - Le persone con ADHD mostrano ipersensibilità agli stimoli sensoriali fin dalla giovane età; questa ipersensibilità spesso persiste fino all'età adulta[7][8]. Le persone con ADHD non sembrano differire nell'elaborazione sensoriale per quanto riguarda la maggior parte dei potenziali eventi-correlati; tuttavia, mostrano differenze significative nelle potenziali risposte correlate agli eventi coinvolti nell'elaborazione cognitiva tardiva come P300, CNV (Contingent Negative Variation), Pe (error positivity) che possono indicare che l'ipersensibilità nell'ADHD è causata da anomalie nell'aspettativa e nell'allocazione dell'attenzione agli stimoli sensoriali[8]. Anomalie nell'elaborazione cognitiva successiva possono contribuire all'ipersensibilità e alla sensazione di sovraccarico sensoriale nelle persone con ADHD.
- Disturbo da stress post-traumatico (PTSD)
  - Le persone con disturbo da stress post-traumatico sono inclini al sovraccarico sensoriale a causa di un'ipersensibilità generale agli stimoli sensoriali parzialmente causata da problemi di gating sensoriale (ossia i processi neurali di filtraggio degli stimoli ridondanti o irrilevanti da tutti i possibili stimoli ambientali che raggiungono il cervello); ciò è supportato dal fatto che le persone con disturbo da stress post-traumatico hanno un gating P50 compromesso e un'incapacità di filtrare gli stimoli uditivi ridondanti[9][10]. Le irregolarità nella produzione e nella risposta ai neurotrasmettitori rappresentano una possibile eziologia del sovraccarico sensoriale nelle persone con disturbo da stress post-traumatico; in particolare, le persone con disturbo da stress post-traumatico possono mostrare ipersensibilità agli stimoli a causa di squilibri omeostatici cronici nella dopamina e nella norepinefrina[10]. L'ipersensibilità delle persone con disturbo da stress post-traumatico agli stimoli sensoriali è supportata da una potenziale risposta correlata all'evento P300 aumentata rispetto ai controlli sani che indica un'attenzione intensificata semi-permanente agli stimoli devianti e salienti[9].
- Disturbo ossessivo-compulsivo (DOC)
  - Le persone con disturbo ossessivo-compulsivo mostrano un'inflessibilità cognitiva ai cambiamenti ambientali[11]. Sembra che le persone con disturbo ossessivo-compulsivo siano ipersensibili agli stimoli indicativi di situazioni negative[12], e questa ipersensibilità può contribuire al sovraccarico sensoriale. Si teorizza che le persone con disturbo ossessivo-compulsivo abbiano compulsioni a compiere azioni ripetitive a causa dell'insicurezza e del desiderio di raggiungere la perfezione[13]. Un fattore scatenante comune la compulsione nelle persone con disturbo ossessivo-compulsivo è la percezione di contaminazione; le persone con disturbo ossessivo-compulsivo comunemente affrontano la percezione della contaminazione lavandosi ripetutamente le mani[13]. In una situazione in cui una persona con disturbo ossessivo-compulsivo è sottoposta a stimoli ambientali che suscita compulsioni, come sporcarsi le mani, possono sentirsi sopraffatti dagli stimoli sensoriali e affrontare questo sovraccarico sensoriale mitigando lo stress con compulsioni come il lavaggio ripetitivo delle mani.
- Disturbo dissociativo dell'identità (DID)
- Schizofrenia[14]
  - Le persone affette da schizofrenia sono inclini al sovraccarico sensoriale poiché non possono distogliere la loro attenzione da stimoli sensoriali ripetitivi e non importanti[15]. L'incapacità di concentrarsi su stimoli rilevanti e di filtrare stimoli sensoriali non necessari ed eccessivi visualizzati negli schizofrenici è dovuta a problemi fisiologici di gating sensoriale e il test P50 accoppiato può essere utilizzato per determinare se un individuo ha anomalie nel gating sensoriale ed è quindi incline a sovraccarico sensoriale[16]. Una teoria proposta che spiega il sovraccarico sensoriale nei pazienti schizofrenici è che le anomalie nei recettori alfa-7[15] e nei recettori nicotinici dell'acetilcolina a bassa affinità impediscono le normali vie di trasduzione tra la corteccia e l'ippocampo che facilitano il gating sensoriale[16].
- Misofonia, un patologico "odio per il suono"
  - Le persone con misofonia mostrano ipersensibilità a determinati rumori basati su schemi come il suono della masticazione, del risucchio, del battito delle dita, dello strascico dei piedi, dello schiarimento della gola, del clic della penna e del tocco della tastiera; le persone con misofonia rispondono ai suoni scatenanti con disagio emotivo e aumento dell'attività ormonale del sistema simpatico[17]. Quando le persone affette da misofonia sono soggette a rumori che innescano risposte misofoniche, si sentono come se fossero sovraccaricate da stimoli uditivi e cercano di scappare o bloccare il rumore scatenante[17]. Rispetto ai controlli sani, le persone con misofonia mostrano un picco N100 inferiore in risposta al mismatch negativity (MMN), ma questo non è un biomarcatore affidabile per la condizione e il sovraccarico sensoriale[17]. Un indicatore più affidabile che suggerisce la predisposizione al sovraccarico sensoriale è l'intensificata attivazione della corteccia insulare anteriore che è evocata dai rumori trigger e può essere misurata mediante fMRI; la corteccia insulare anteriore può essere coinvolta nel percorso che dà origine alla sensazione di sovraccarico sensoriale nelle persone con misofonia[17].
- Sinestesia
  - Esistono prove che la corteccia visiva delle persone con sinestesia grafema-colore è più eccitabile di quella delle persone tipiche; inoltre, le persone con sinestesia grafema-colore rispondono più fortemente agli stimoli visivi rispetto alle persone senza la condizione[18]. Le persone con sinestesia grafema-colore riferiscono di provare sensazioni stress visivo e disagio in risposta a reticoli di frequenze spaziali medie e alte[18], correlato a una risposta di sovraccarico sensoriale evocata da intensi stimoli visivi.
- Disturbo d'ansia generalizzato (GAD)
  - Le persone con disturbo d’ansia generale sono altamente sensibili agli stimoli esterni che innescano l’ansia e affrontano l’esposizione a questi fattori scatenanti attraverso pensieri nevrotici[19]. Le persone con GAD sono predisposte a percepire gli stimoli sensoriali come negativi o minacciosi e questo pregiudizio alimenta processi di pensiero negativi che esacerbano ulteriormente i sentimenti di preoccupazione, stress e ansia[19]. Le persone con GAD sono ipersensibili e ipervigilanti agli stimoli ambigui, neutri ed emotivi e spesso classificano tali stimoli come negativi[19]. Le persone con GAD sono inclini al sovraccarico sensoriale quando si trovano in contesti nuovi o interagiscono con nuove persone poiché gli stimoli ambigui e neutri in questi casi vengono solitamente elaborati come minacciosi o negativi; gli adolescenti e i bambini con GAD sono particolarmente evitanti e angosciati da nuovi stimoli che si teorizza siano suscitati da un sistema nervoso simpatico iperattivo o da un sistema nervoso parasimpatico sotto-attivo.[19].
- Disturbi dello spettro autistico
  - Le persone con disturbi dello spettro autistico, tra cui l'autismo e la sindrome di Asperger, sperimentano un'ipersensibilità uditiva che può portare a un sovraccarico sensoriale[20]. Sebbene le persone con autismo non abbiano anomalie nel gating sensoriale P50, hanno anomalie nel gating sensoriale correlato al test N100 che indica un'irregolarità nella direzione relativa all'attenzione e nei percorsi mentali dall'alto verso il basso[20]. Si ipotizza che i disturbi e i problemi nel dirigere l'attenzione verso stimoli rilevanti o salienti, evidenziati da deviazioni dalle risposte standard P200 e N100, siano parzialmente responsabili della sensazione di essere sopraffatti dagli stimoli sensoriali nelle persone con autismo[20]. Il sovraccarico sensoriale tra gli individui autistici può manifestarsi in una moltitudine di risposte comportamentali, tra cui aggressività o autolesionismo, ritiro o evitamento degli stimoli, impegno in comportamenti ripetitivi o autostimolanti e crolli caratterizzati da intense reazioni emotive[21]. Una percentuale significativa di persone con ASD soffre anche di epilessia, che può intensificare la sensibilità del cervello e potenzialmente esacerbare le esperienze di sovraccarico sensoriale[22].
- Sindrome di Tourette (TS)
  - È stato suggerito che le persone con sindrome di Tourette abbiano un'ipersensibilità alle sensazioni corporee che ha origine nell'elaborazione di ordine superiore, parzialmente il risultato di un'ampiezza distorta e superiore alla media dei segnali somatici afferenti[23]. Le persone con la sindrome di Tourette sono affetti da tic spesso localizzati nelle regioni del corpo che provocano la risposta al tic[23]. Si teorizza che i tic potrebbero essere causati da problemi di elaborazione sensoriale in cui le sensazioni innescano movimenti che si manifestano come tic[24]. Inoltre, le persone con sindrome di Tourette mostrano una moderata incapacità di inibire gli stimoli distraenti[25] che potrebbero portare a un sovraccarico sensoriale e possono essere inclini a manifestare tic in un ambiente ricco di stimoli sensoriali travolgenti.
- Fibromialgia (FM)
  - Le persone affette da fibromialgia sono ipersensibili a stimoli intensi come luci intense, rumori forti, profumi e temperature fredde ed hanno anche nocicettori ipereccitabili[26]. Quando le persone con fibromialgia sono sottoposte a stimoli intensi, sperimentano un sovraccarico sensoriale sotto forma di dolore. Si teorizza che l'attività anomala della corteccia prefrontale dorsolaterale sinistra e la ridotta produzione o ricezione della serotonina sono parzialmente responsabili della sensazione di dolore in risposta a stimoli intensi[26].
- Sindrome da fatica cronica (ME/CFS)
  - Le persone con sindrome da fatica cronica mostrano un'ipersensibilità agli stimoli nocivi, allo stress e al dolore[27]. Queste sensibilità sono parzialmente spiegate da anomalie vie neurotrasmettitorie che coinvolgono serotonina e acetilcolina[27]. Quando le persone affette da questa condizione sono esposte a stimoli intensi, riferiscono dolore, affaticamento, nausea e capacità cognitive ridotte; il sovraccarico sensoriale cronico provoca la sensazione di confusione mentale[27].

## Trattamenti
Esistono molti modi diversi per trattare il sovraccarico sensoriale. Uno per ridurre questa tensione è partecipare alla terapia occupazionale; tuttavia, ci sono molti modi in cui le persone con sintomi possono ridurlo da sole. Essere in grado di identificare i propri fattori scatenanti del sovraccarico sensoriale può aiutare a ridurli, eliminarli o evitarli. Molto spesso il modo più rapido alleviare i sintomi del sovraccarico sensoriale significa allontanarsi dalla situazione. La pressione profonda contro la pelle combinata con l'input propriocettivo che stimola i recettori nelle articolazioni e nei legamenti spesso calma il sistema nervoso. Può essere utile ridurre gli input sensoriali, ad esempio eliminando i suoni angoscianti e abbassando le luci. Per alcuni calmarsi e concentrarsi sulla musica funziona. Se una breve pausa non risolve il problema, si consiglia un riposo prolungato. Le persone con problemi di elaborazione sensoriale possono trarre beneficio da una dieta sensoriale composta da attività e adattamenti progettati per prevenire il sovraccarico sensoriale e riqualificare il cervello per elaborare gli input sensoriali in modo più tipico. È importante in situazioni di sovraccarico sensoriale calmarsi e tornare a un livello normale.

## Prevenzione
Esistono tre diversi metodi per affrontare il sovraccarico sensoriale: evitamento, definizione di limiti e meditazione. Il processo di evitamento implica la creazione di un ambiente più tranquillo e ordinato. Ciò include mantenere il rumore al minimo e ridurre il senso di disordine. Per prevenire il sovraccarico sensoriale, è importante riposarsi prima dei grandi eventi e concentrare l'attenzione e l'energia su una cosa alla volta. L’impostazione dei limiti implica limitare la quantità di tempo trascorso in varie attività e selezionare le impostazioni per evitare attentamente la folla e il rumore. Si possono anche limitare le interazioni con persone specifiche per aiutare a prevenire il sovraccarico sensoriale.

## Marketing
Può essere difficile distinguere e comprendere le informazioni quando si verifica un sovraccarico sensoriale. Anche stimoli insignificanti come il rumore bianco o le luci tremolanti possono indurre un sovraccarico sensoriale. Quest'ultimo è comune tra i consumatori poiché molte aziende competono tra loro soprattutto quando si fa pubblicità. Gli inserzionisti utilizzeranno i migliori colori, parole, suoni, texture, design e molto altro ancora per attirare l'attenzione di un cliente. Ciò può influenzare il consumatore, poiché sarà attratto da un prodotto che attira maggiormente l'attenzione.

### Implicazioni delle politiche pubbliche
Le implicazioni delle politiche pubbliche riguardo al sovraccarico di informazioni si basano su due presupposti principali. I presupposti dei politici sono, in primo luogo, quello di presupporre che i consumatori abbiano una grande capacità di elaborazione e molto tempo per elaborare le informazioni. In secondo luogo, i consumatori possono sempre assorbire le informazioni senza seria preoccupazione sulla quantità di informazioni presentate. Come hanno sottolineato i ricercatori, i politici dovrebbero comprendere meglio la differenza tra il processo e la disponibilità delle informazioni. Ciò contribuirà a ridurre la possibilità di sovraccarico di informazioni. In alcuni casi, il tempo necessario per elaborare tali informazioni in uno spot pubblicitario può essere di 6 secondi su 30. Ciò può portare i consumatori ad essere confusi e sovraccarichi di informazioni. Per capire come i consumatori elaborano le informazioni è necessario analizzare tre fattori, ossia la quantità di informazioni fornite, la fonte delle informazioni correttive e il modo in cui vengono presentate al consumatore.. Tipi diversi dei media hanno esigenze di elaborazione diverse. Un risultato ottimale per i decisori politici per influenzare gli inserzionisti a provare è quello di presentare le informazioni attraverso uno spot televisivo che espone semplici fatti su un prodotto e quindi incoraggiare il pubblico a controllare il sito web di tale prodotto per avere maggiori dettagli.

### Implicazioni per i consumatori
I consumatori oggi sono costretti a imparare a far fronte al sovraccarico e all'abbondanza di informazioni, attraverso la radio, i cartelloni pubblicitari, la televisione, i giornali e molto altro ancora. Le informazioni sono ovunque e vengono lanciate ai consumatori da ogni angolazione e direzione. Pertanto, Naresh K. Malhotra, autore dell'articolo "Information and Sensory Overload", presenta le seguenti linee guida. Innanzitutto, i consumatori devono provare limitare l'assunzione di informazioni esterne e input sensoriali per evitare un sovraccarico sensoriale. Questo può essere fatto escludendo le informazioni irrilevanti presentate dai media e operatori di marketing per attirare l’attenzione del consumatore. In secondo luogo, registra le informazioni importanti esternamente anziché mentalmente. Le informazioni possono essere facilmente dimenticate mentalmente una volta che l'individuo viene sovraccaricato dai propri sensi. Pertanto si consiglia al consumatore di annotare informazioni importanti piuttosto che memorizzarle mentalmente. In terzo luogo, quando si esamina un prodotto, non sovraccaricare i sensi esaminando più di cinque prodotti alla volta. Ciò porterebbe a confusione e frustrazione. Quarto, elaborare le informazioni laddove sono presenti quelle meno irrilevanti. Ciò eliminerà le informazioni esterne e le distrazioni sensoriali come il rumore bianco e altre informazioni presentate in un ambiente. Infine, è importante rendere il consumo un'esperienza piacevole e rilassata. Ciò contribuirà a ridurre lo stress, la sensazione di sopraffazione e l'esperienza di sovraccarico sensoriale.

## Studi
Non sono stati condotti molti studi sul sovraccarico sensoriale, ma un esempio di studio è stato riportato da Lipowski (1975) come parte della sua revisione della ricerca sull'argomento che discuteva il lavoro svolto dai ricercatori giapponesi alla Università di Tohoku. Tali ricercatori hanno esposto i loro soggetti a intensi stimoli visivi e uditivi presentati in modo casuale in una condizione di reclusione di durata variabile dalle tre alle cinque ore. I soggetti hanno mostrato un'eccitazione intensa e prolungata, nonché cambiamenti di umore come aggressività, ansia e tristezza.

## Storia
Il sociologo Georg Simmel contribuì alla descrizione del sovraccarico sensoriale nel suo saggio del 1903 "La metropoli e la vita dello spirito". Simmel descrive un paesaggio urbano ricco di stimoli sensoriali costanti contro il quale l'abitante della città deve creare una barriera per rimanere sano di mente. Per Simmel, il sovraccarico sensoriale della vita urbana moderna esaurisce le riserve di energia del corpo, portando, tra le altre cose, a una mentalità stanca o blasé [blasiert] e a un approccio calcolatore e strumentalizzante verso gli altri. L'approccio di Simmel può essere paragonato agli scritti di Freud sullo shock da bombardamento così come all'analisi di Walter Benjamin sullo "shock" e sulla vita urbana nel suo saggio del 1939 "Di alcuni motivi in Baudelaire".